# ماراکا (استان مرکزی)
ماراکا (به لاتین: Maraka) یک منطقهٔ مسکونی در سری‌لانکا است که در استان مرکزی (سری‌لانکا) واقع شده‌است. ماراکا ۷۴ متر بالاتر از سطح دریا واقع شده‌است.